# Ciro Rius
Ciro Pablo Rius Aragallo (Villa Ramallo, 27 ottobre 1988) è un calciatore argentino, attaccante dell'Arsenal Sarandí.

## Caratteristiche tecniche
È un'ala destra.

## Carriera
Cresciuto nelle giovanili dell'Argentinos Juniors, ha esordito in prima squadra il 7 febbraio 2009 in occasione del match perso 2-0 contro l'Arsenal Sarandí.

## Statistiche

### Presenze e reti nei club
Statistiche aggiornate al 23 marzo 2018.
| Stagione                  | Squadra                   | Campionato                | Campionato | Campionato | Coppe nazionali | Coppe nazionali | Coppe nazionali | Coppe continentali | Coppe continentali | Coppe continentali | Altre coppe | Altre coppe | Altre coppe | Totale | Totale | Totale |
| Stagione                  | Squadra                   | Comp                      | Pres       | Reti       | Comp            | Pres            | Reti            | Comp               | Pres               | Reti               | Comp        | Pres        | Reti        | Pres   | Reti 0 |        |
| ------------------------- | ------------------------- | ------------------------- | ---------- | ---------- | --------------- | --------------- | --------------- | ------------------ | ------------------ | ------------------ | ----------- | ----------- | ----------- | ------ | ------ | ------ |
| 2008-2009                 | Argentinos Juniors        | PD                        | 10         | 0          | CA              | 0               | 0               |                    | -                  | -                  |             | -           | -           | 10     | 0      |        |
| 2009-2010                 | Argentinos Juniors        | PD                        | 0          | 0          | CA              | 0               | 0               |                    | -                  | -                  |             | -           | -           | 0      | 0      |        |
| 2010-2011                 | Argentinos Juniors        | PD                        | 26         | 5          | CA              | 0               | 0               | CL+CS              | 4+2                | 0                  |             | -           | -           | 32     | 5      |        |
| 2011-2012                 | Argentinos Juniors        | PD                        | 20         | 1          | CA              | 2               | 0               | CS                 | 1                  | 0                  |             | -           | -           | 23     | 1      |        |
| 2012-2013                 | Argentinos Juniors        | PD                        | 1          | 0          | CA              | 0               | 0               |                    | -                  | -                  |             | -           | -           | 1      | 0      |        |
| 2012-2013                 | Godoy Cruz                | PD                        | 5          | 0          | CA              | 3               | 0               |                    | -                  | -                  |             | -           | -           | 8      | 0      |        |
| 2013-2014                 | Argentinos Juniors        | PD                        | 1          | 0          | CA              | 0               | 0               |                    | -                  | -                  |             | -           | -           | 1      | 0      |        |
| Totale Argentinos Juniors | Totale Argentinos Juniors | Totale Argentinos Juniors | 58         | 6          |                 | 2               | 0               |                    | 7                  | 0                  |             | -           | -           | 67     | 6      |        |
| 2013-2014                 | Aldosivi                  | BN                        | 23         | 4          | CA              | 0               | 0               |                    | -                  | -                  |             | -           | -           | 23     | 4      |        |
| 2014                      | Defensa y Justicia        | PD                        | 19         | 1          | CA              | 3               | 3               |                    | -                  | -                  |             | -           | -           | 22     | 4      |        |
| 2015                      | Defensa y Justicia        | PD                        | 28         | 3          | CA              | 3               | 0               |                    | -                  | -                  |             | -           | -           | 31     | 3      |        |
| 2016                      | Defensa y Justicia        | PD                        | 9          | 0          | CA              | 1               | 0               |                    | -                  | -                  |             | -           | -           | 10     | 0      |        |
| 2016                      | Lanús                     | PD                        | 0          | 0          | CA              | 0               | 0               | CS                 | 1                  | 0                  |             | -           | -           | 1      | 0      |        |
| 2016-2017                 | Lanús                     | PD                        | 8          | 0          | CA              | 0               | 0               | CL                 | 0                  | 0                  |             | -           | -           | 8      | 0      |        |
| Totale Lanús              | Totale Lanús              | Totale Lanús              | 8          | 0          |                 | 0               | 0               |                    | 1                  | 0                  |             | -           | -           | 9      | 0      |        |
| 2016-2017                 | Defensa y Justicia        | PD                        | 0          | 0          | CA              | 2               | 1               | CS                 | 1                  | 0                  |             | -           | -           | 3      | 1      |        |
| 2017-2018                 | Defensa y Justicia        | PD                        | 19         | 4          | CA              | 0               | 0               | CS                 | 1                  | 0                  |             | -           | -           | 20     | 4      |        |
| Totale carriera           | Totale carriera           | Totale carriera           | 169        | 18         |                 | 14              | 4               |                    | 10                 | 1                  |             | -           | -           | 193    | 23     |        |

## Palmarès

### Club

#### Competizioni nazionali
- Campionato argentino: 1

Argentinos Juniors: Clausura 2010

#### Competizioni internazionali
- Coppa Sudamericana: 1

Defensa y Justicia: 2020
- Recopa Sudamericana: 1

Defensa y Justicia: 2021